# La propera pell
Pour plus de détails, voir Fiche technique et Distribution.
La propera pell est un film espagnol en catalan réalisé par Isaki Lacuesta et Isa Campo, sorti en 2016.

## Synopsis
Gabriel, 17 ans, réapparaît huit ans après sa disparition : sa mère le donnait pour mort alors que, amnésique, il vivait entre la rue et un centre d’accueil.

## Fiche technique
- Titre original : La propera pell
- Réalisation : Isaki Lacuesta et Isa Campo[1]
- Scénario : Isaki Lacuesta, Isa Campo et Fran Araújo
- Photographie : Diego Dussuel
- Montage : Domi Parra
- Musique : Gerard Gil
- Pays de production :  Espagne
- Langue originale : catalan
- Format : couleur
- Genre : drame
- Durée : 103 minutes
- Dates de sortie :
  - Festival de Malaga : 28 avril 2016
  -  Espagne : 21 octobre 2016
  -  Suisse romande : 1er février 2017
  -  France : 1er mai 2017 (VoD)

## Distribution
- Àlex Monner : Gabriel
- Emma Suárez : Ana
- Sergi López : Enric
- Bruno Todeschini : Michel
- Greta Fernández : Clara
- Igor Szpakowski : Joan
- Mikel Iglesias
- Sílvia Bel : Glòria
- Rick Baster extra

## Distinctions
- 4 prix au Festival de Malaga, dont ceux des meilleurs réalisateurs pour Isaki Lacuesta et Isa Campo, et de la meilleure actrice pour Emma Suárez
- Prix Gaudí du meilleur film en langue catalane, du meilleur scénario et de la meilleure actrice pour Emma Suárez
- Prix Sant Jordi du meilleur film et de la meilleure actrice pour Emma Suárez
- Goya de la meilleure actrice dans un second rôle pour Emma Suárez